# Kabul Premier League
Kabul Premier League var en fotbollsliga i Afghanistan som grundades i 2006. I ligan fanns 12 lag som spelade mot varandra en gång per säsong inne på Ghazi Stadium i Kabul. Ligan skapades för att hjälpa Afghanistans fotbollslandslag att bli bättre, men lades ned 2013. Huvudligan i Afghanistan blev sedan Afghanska Premier League.

## Lag 2010-11
- Esteqlal FC
- Hakim Sanayi Kabul FC
- Javan Azadi Kabul FC
- Javan Minan Kabul FC
- Kabul Bank FC
- Khurasan Kabul FC
- Maiwand Kabul FC
- Ordu Kabul FC
- Pamir FC
- Seramiasht FC
- Shooy Kabul FC
- Solh Kabul FC

## Vinnare i Kabul Premier League
- 2006 Ordu Kabul FC
- 2007 Ordu Kabul FC
- 2008 Ligan spelades inte på grund av krig
- 2009 Kabul Bank FC
- 2010 Feruzi FC (Tidigare kända som Kabul Bank)
- 2011 Big Bear FC
- 2012 Feruzi FC
- 2013 Big Bear FC